# Земля і люди
«Земля і люди» — радянський чорно-білий художній фільм 1955 року, знятий режисером Станіславом Ростоцьким на Кіностудії ім. М. Горького.

## Сюжет
1953 рік. Голові колгоспу «Нове життя» Самоварову, консерватору й перестраховцю, стає не до душі молодий агроном-новатор Шуров. У розпал посівної кампанії Самоваров забороняє Шурову сіяти пшеницю новим методом. Однак Шуров, бачачи всю згубність розпорядження голови, вирішує вчинити по-своєму. За допомогою бригадира Альоши Пшеничкіна, старого хлібороба Терентія Петровича та студентки-практикантки Тосі Єльникової він сіє пшеницю по розпушеній землі. Дізнавшись про це, Самоваров скаржиться в районний центр на незаконні дії агронома. Прокуратура починає слідство…

## У ролях
- Олексій Єгоров — Шуров, агроном
- Олена Батеніна — Тося Єльникова
- Петро Чернов — Попов, секретар райкому
- Володимир Іванов — Альоша
- Римма Шорохова — Настя
- Володимир Ратомський — Терентій Петрович
- Петро Алейников — Гнат Ушкін
- Григорій Бєлов — Євсеїч
- Іван Кузнецов — Катков
- Борис Сітко — Самоваров, голова колгоспу
- Михайло Пуговкін — Гришка Хват
- Анатолій Кубацький — Болтушок
- Віра Алтайська — Матильда
- Валентина Телегіна — Марківна
- Світлана Харитонова — Домна Ушакова
- Євген Гуров — Херувімов
- Микола Граббе — слідчий
- Євген Кудряшов — Костя Клюєв
- Петро Константинов — Дубін
- Михайло Воробйов — колгоспник
- Іван Рижов — пожежник
- Микола Сморчков — Петя, гармоніст
- Ія Арепіна — студентка
- Михайло Колесников — Семен Васильович
- Зоя Толбузіна — епізод
- Людмила Новосьолова — епізод
- Олександра Данилова — колгоспниця
- Микола Довженко — колгоспник
- Віра Петрова — колгоспниця

## Знімальна група
- Режисер — Станіслав Ростоцький
- Сценарист — Гавриїл Троєпольський
- Оператор — Граїр Гарибян
- Композитор — Кирило Молчанов
- Художник — Борис Дуленков